# Mesorregión Metropolitana de Recife
La mesorregión Metropolitana de Recife es una de las cinco  mesorregiones del estado brasilero de Pernambuco. Es formada por cuatro  microrregiones.
El origen institucional de la Región Metropolitana de Recife (RMR) se remonta a los años 70 (1973), aunque el fenómeno metropolitano es anterior, de mediados del siglo XX, cuando el urbanista pernambucano Antônio Baltar planifica Recife (1951), que era el municipio sede y núcleo de la región, como una conurbación (ciudad transmunicipal, ciudad conurbada o ciudad metropolitana). 
Desde entonces, la vida urbana de Recife se integra con la de los municipios vecinos que, en relación con él, conforman el aglomerado metropolitano de más alto nivel de integración: Jaboatão de los Guararapes, Olinda y Paulista.
Inicialmente compuesta por nueve municipios, la RMR amplió ese número a lo largo de tres décadas (bien por la expansión de su perímetro, bien por la disgregación de municipios en su interior) integrando actualmente 14 municipios.

## Microrregiones
- Fernando de Noronha
- Itamaracá
- Recife
- Suape

## Municipios
- Fernando de Noronha
- Araçoiaba
- Igarassu
- Itapissuma
- Itamaracá
- Abreu e Lima
- Camaragibe
- Jaboatão dos Guararapes
- Moreno
- Olinda
- Paulista
- Recife
- São Lourenço da Mata